# 朱公鍍
鎮國將軍朱公鍍（1436年7月29日—1479年2月3日），明朝秦藩保安王府鎮國將軍，保安莊簡王朱志垌嫡三子，母妃何氏。

## 生平
正統元年閏六月十六日（1436年7月29日）生。正統十年（1445年）十二月，獲賜名公鍍。正統十二年二月十五日（1447年3月1日），誥封為鎮國將軍。成化十五年正月十二日（1479年2月3日），以疾薨於正寢，享年四十四歲。

## 墓葬
1986年，陝西考古工作者在西安長安縣韦曲北街（今長安區韋曲街道北街社區）發掘了朱公镀墓，出土了上百件的彩绘仪仗俑群，内容包括男立俑、女立俑和男骑俑。这一批彩绘仪仗俑造型特征与秦简王朱誠泳墓中出土的彩绘仪仗俑基本相同，反映了明朝陶俑的制作水平。

## 家庭

### 妻妾
- 夫人樊氏，陝西都指揮使司西安右護衛後所副千戶樊懋女
- 次室葉氏[2]

### 子孫
- 嫡長子：輔國將軍朱誠滽
- 嫡次子：朱誠滁，未封[2]
- 庶子：朱誠潓[4]
- 庶子：輔國將軍朱誠洵[2]
  - 庶長子：朱秉樲，弘治六年（1493年）七月賜名[5]
- 庶子：輔國將軍朱誠洺[2]
  - 庶子：奉國將軍朱秉榩，弘治二年（1489年）三月賜名[6]，弘治十四年（1501年）賜誥命冠服[7]，號潔齋，生四子[8]
    - 子：鎮國中尉朱惟㸅（1520年—1603年2月28日），號竹林，生母蘇氏[8]，配劉氏，封恭人，繼徐氏，封內助[9]
      - 嫡長子：輔國中尉朱懷堉，號含明，娶趙氏，封宜人[9]
        - 第一子：奉國中尉朱敬鏿，娶李氏，封安人[9]
          - 第一女：宗女，宗婿蔚陞[9]

        - 第二子：奉國中尉朱敬𨨭，娶趙氏，封安人[9]
          - 第一子：朱蓮哥[9]

      - 庶長子：輔國中尉朱懷犎，出繼朱惟燺[9]
      - 第一女：奎山鄉君，生母劉氏，儀賓王守禮[9]
      - 第二女：陸川鄉君，生母劉氏，儀賓趙士謙[9]
      - 第三女：宗女，生母劉氏，宗婿張汝賢[9]
      - 第四女：宗女，生母葉氏，宗婿劉一豸[9]

    - 第四子[9]：鎮國中尉朱惟燺（1528年11月1日—1554年5月5日），號竹陂，其胞兄朱惟㸅為其撰墓誌銘，生母蘇氏，娶劉氏，封恭人[8]
      - 第一子：早夭[8]
      - 第一女：宗女[8]

  - 第二子：朱秉柶，弘治四年（1491年）正月賜名[10]
- 嫡長女：麟游郡君
- 庶長女：杜城郡君[2]